# Front populaire (Sénégal)
Pour les articles homonymes, voir Front populaire.
Le Front populaire (FP) est un parti politique sénégalais, dirigé par le Dr. Bacar Dia.

## Histoire
À l'occasion des élections législatives françaises de 1936, un comité de Front populaire s'est formé au Sénégal. Il comprenait la branche locale de la SFIO, le Parti socialiste sénégalais (PSS), la cellule communiste locale, la Ligue des droits de l'homme et la branche locale du Parti radical-socialiste dirigé par François Carpot. Le comité a soutenu la candidature de Lamine Guèye.
Le parti actuel du même nom est officiellement créé le 29 octobre 2001.

## Orientation
Son objectif déclaré est « la conquête du pouvoir politique par les voies démocratiques afin de promouvoir le développement du Sénégal, l'équité dans la répartition des richesses nationales, l'intégration africaine et la défense de notre écosystème ».

## Symboles
Ses couleurs sont le rouge et le jaune. Son emblème est une balance.

## Organisation
Son siège se trouve à Saint-Louis.